# Fatoma
Fatoma is een gemeente (commune) in de regio Mopti in Mali. De gemeente telt 15.000 inwoners (2009).
De gemeente bestaat uit de volgende plaatsen:
- Badiongo
- Boumboukoré
- Daladougou
- Danna
- Degou
- Dessere
- Diaborki
- Diambadougou
- Fatoma
- Gadari
- Gninankou
- Kandioli Maoudé
- Komboko
- Koriyawel
- Koumbel-Gaoudé
- Niacongo
- Sabe
- Samaloye
- Sangoubaka-Djenneri
- Saré-Dera
- Sassourou
- Thy
- Tiaboly Adjouma
- Trompesse